# Fachlagerist
Fachlagerist ist ein gewerblicher Ausbildungsberuf, der 2004 den Ausbildungsberuf Handelsfachpacker abgelöst hat. Die Ausbildung mit Abschluss vor der Industrie- und Handelskammer dauert 2 Jahre. Der Hauptabschluss zur Fachkraft für Lagerlogistik nach insgesamt drei Jahren Ausbildungszeit ist bei den kaufmännischen Ausbildungen verankert.
Zu den vorwiegenden Aufgaben gehören der Warenein- und -ausgang, die Kontrolle von Lagerbeständen sowie der Warenumschlag innerhalb großer Industrie- und Handelsbetriebe als auch der speditionelle Umschlag in Logistikbetrieben.
Die Tätigkeiten beim Wareneingang umfassen unter anderem die Entgegennahme von Waren, Kontrolle auf Unversehrtheit und Vollständigkeit der Lieferung sowie das Einlagern der Ware. Im Warenausgang sind die Aufgaben in der Regel Kommissionierung, Zusammenstellen und Verpacken der Ware sowie gegebenenfalls die Verladung.
Das Führen von Flurförderfahrzeugen (z. B. Gabelstaplern) gehört zur täglichen Arbeit. Je nach Güterart und Branche werden von Fachlageristen auch Förderbänder, Kommissionierroboter oder Hallenkrane bedient.
Das Einkommen eines Fachlageristen liegt zumeist im unteren bis mittleren Einkommensbereich. Eine tarifliche Bruttogrundvergütung beträgt in der Speditions- und Logistikbranche 2100 bis 2600 €. Dieser Verdienst kann jedoch bei Tätigkeiten in den verschiedenen Branchen stark abweichen, beispielsweise beträgt er 3059 € bei einer tariflichen Eingruppierung gemäß IG BCE Chemietarif E4. (Stand 2022)
Die Ausbildung zum Fachlageristen kann durch eine einjährige, darauf aufbauende Qualifikation zur Fachkraft für Lagerlogistik ergänzt werden.

## Lagerist
Allgemein und auch historisch bezeichnet die Berufsbezeichnung „Lagerist“ einen Lagerverwalter.